# Naratettix fallax
Naratettix fallax är en insektsart som beskrevs av Matsumura 1931. Naratettix fallax ingår i släktet Naratettix och familjen dvärgstritar. Inga underarter finns listade i Catalogue of Life.